# Überm Rost
Überm Rost ist ein Ortsteil im Stadtteil Stadtmitte von Bergisch Gladbach. 

## Geschichte
Der Name Überm Rost entstand in Anlehnung an die alte Gewannenbezeichnung Über dem Ross, die das Kataster von 1869 im Bereich der heutigen Straße verzeichnet. Der Flurname bezog sich auf die mittelalterliche Siedlungsgründung Am Roß, die erstmals 1582 urkundlich belegt ist. Die um 1890 untergegangene Hofstelle zählte 1858 noch 28 Einwohner. Etwa an dieser Stelle steht heute das Bergisch Gladbacher Rathaus.

## Etymologie
Der Siedlungsname leitet sich wahrscheinlich vom mittelhochdeutschen rooze (= Hanf-, Flachsröste) und bezeichnet einen Eisenrost am Fluss oder Bach. Hier (an der Strunde) konnten die Flachsstengel im Wasser einem Faulungsprozess unterzogen werden (siehe Flachsrotte).